# Beyeria vespa
Beyeria vespa är en skalbaggsart som beskrevs av Adelbert Fenyes 1910. Beyeria vespa ingår i släktet Beyeria och familjen kortvingar. Inga underarter finns listade i Catalogue of Life.